# ロバート・ヘルワース
ロバート・ウィリス・ヘルワース（Robert Willis Hellwarth、1930年12月10日 - ）はアメリカ合衆国の物理学者。（非線形）光学およびレーザー物理学に取り組んだ。ミシガン州アナーバー生まれ。

## 経歴
ヘルワースはプリンストン大学において1952年に工学学士号を修め、オックスフォード大学にて1955年に博士号を得た。1955年からヒューズ研究所に努め、1965年にSenior Staff Physicist となる。その傍ら、1955年から1965年にかけてカルテックで講師として教鞭をとった（1966年から1970年にかけては Senior Research Fellow に就任する)。1970年からは、南カリフォルニア大学にて電子工学と物理学の教授職に就いた。
1970年・1971年にはオックスフォード大学のクラレンドン研究所の客員研究員、およびオックスフォード大学内のセント・ピーターズ・カレッジの客員フェローに就任した。

## 業績
1977年、位相共役光学において4光波混合法を導入した。
カルテックでは、リチャード・ファインマンと多方面にわたって共同研究を行っている。例えばポーラロンやメーザーの基礎量子力学的取り扱いが挙げられる。これに関連して、ブロッホ方程式と呼ばれる元々ラーモア歳差運動についての方程式を換骨奪胎して用い、スピンだけでなく2状態系一般の量子力学をブロッホベクトルにより幾何的に表現する方法を与えた。
1960年から、当時の勤務先のヒューズ研究所においてレーザーおよびメーザーの物理学について取り組んだ。 1962年、F. J. McClung と共に初めてQスイッチの原理を実証した。
彼はレーザー分光学の分野において先進的な技術を導入した。たとえば、ラマン誘起カー効果やラマン誘起位相共役は彼の命名によるものである。1963年には誘導ラマン散乱の理論を開発した。その少し後にはラマンレーザーの開発にも参加した（ほかにはジゼラ・エッカートやエリック・ウッドベリーが重要な参加者である）。
1974年、顕微鏡学において非線形光学効果（第二次高調波発生）を確立した。
1985年、（光学コンピュータなどに使われる）非線形光学的論理操作についての限界を与えた。

## 受賞および会員
1983年にチャールズ・ハード・タウンズ賞、1985年にIEEE 量子電子工学賞を受賞した。
ヘルワースは米国科学アカデミー、アメリカ科学振興協会、全米技術アカデミー、アメリカ物理学会、アメリカ芸術科学アカデミー、アメリカ光学会およびIEEEの各フェローである。IEEE Journal of Quantum Electronics の共同編集者も務める。